# ワシントン郡 (ネブラスカ州)
ワシントン郡 (ワシントンぐん、英: Washington County) はアメリカ合衆国ネブラスカ州に位置する郡である。
2000年時点での人口は18,780人であった。当地の郡庁所在地はブレアである。

## 地理
アメリカ合衆国統計局によると、この郡は総面積1,020 km2 (394 mi2) である。このうち1,011 km2 (390 mi2) が陸地で8 km2 (3 mi2) が水地域である。総面積の0.83%が水地域となっている。

### 隣接する郡
- バート郡 (北)
- アイオワ州ハリソン郡 (北東)
- アイオワ州ポタワタミー郡 (南東)
- ダグラス郡 (南)
- ドッジ郡 (西)

## 人口動勢
2000年現在の国勢調査で、この郡は人口18,780人、6,940世帯、及び5,149家族が暮らしている。人口密度は19/km2 (48/mi2) である。7/km2 (19/mi2) の平均的な密度に7,408軒の住居が建っている。この郡の人種的構成は白人98.12%、アフリカン・アメリカン0.34%、先住民0.20%、アジア0.29%、太平洋諸島系0.11%、その他の人種0.30%、及び混血0.63%である。人口の1.08%がヒスパニックまたはラテン系である。

2000年国勢調査に基づくワシントン郡の人口ピラミッド

この郡内の住民は27.10%が18歳未満の未成年、18歳以上24歳以下が9.30%、25歳以上44歳以下が26.70%、45歳以上64歳以下が24.10%、及び65歳以上が12.90%にわたっている。中央値年齢は37歳である。女性100人ごとに対して男性は98.70人である。18歳以上の女性100人ごとに対して男性は96.20人である。
この郡の世帯ごとの平均的な収入は48,500米ドルであり、家族ごとの平均的な収入は56,429米ドルである。男性は36,901米ドルに対して女性は25,893米ドルの平均的な収入がある。この郡の一人当たりの収入 (per capita income) は21,055米ドルである。人口の6.00%及び家族の4.10%は貧困線以下である。全人口のうち18歳未満の8.00%及び65歳以上の7.50%は貧困線以下の生活を送っている。

## 都市及び村
- アーリントン (Arlington)
- ブレア (Blair)
- Fort Calhoun
- ハーマン (Herman)
- Kennard
- ワシントン (Washington)